# مانوئل لائو هرناندز
مانوئل لائو هرناندز (انگلیسی: Manuel Lao Hernández؛ زادهٔ ۱۹۴۴ (۸۰–۸۱ سال)) کارآفرین و سرمایه‌دار اهل اسپانیا است.